# Iglesia Episcopal Metodista Africana Sion
La Iglesia Episcopal Metodista Africana Sion o la Iglesia AME Sion, se inauguró oficialmente en 1821, pero ya estaba fundanda desde hacía varios años. (En 1796 Peter Williams formó la estructura básica de la Iglesia AME Sion, en Nueva York y en 1801 comenzó la Capilla Sion.) 
La iglesia se remonta a la Iglesia Metodista de la calle Juan, de la ciudad de Nueva York. A raíz de los actos de discriminación (como los feligreses negros que se vieron obligados a abandonar el culto), muchos cristianos negros la abandonaron para formar sus propias iglesias. La primera iglesia fundada por la Iglesia AME Sion fue construida en 1800 y fue nombrada Sion. En estos principios, las iglesias todavía formaban parte de la Iglesia Metodista Episcopal, aunque las congregaciones permanecieron separadas. 
La incipiente iglesia hizo construir múltiples templos y pronto se formaron sobre la base de la congregación original. Estas iglesias fueron atendidas por congregación negra, pero el ministerio lo realizaban ministros episcopales blancos. En 1820, seis de las iglesias se reunieron para ordenar a James Varick como anciano y en 1821 se hizo el primer Superintendente General de la Iglesia AME Sion. Un debate tuvo lugar en el iglesia metodista dominada por Blancos sobre la posibilidad de tener ministros negros. Este debate se celebró el 30 de julio de 1822, cuando James Varick fue ordenado primer obispo de la Iglesia AME Sion.
- Datos: Q384125